# Sena (Nuevo México)
Sena es un lugar designado por el censo ubicado en el condado de San Miguel en el estado estadounidense de Nuevo México. En el Censo de 2010 tenía una población de 129 habitantes y una densidad poblacional de 23,36 personas por km².

## Geografía
Sena se encuentra ubicado en las coordenadas 35°18′13″N 105°23′29″O / 35.30361, -105.39139. Según la Oficina del Censo de los Estados Unidos, Sena tiene una superficie total de 5.52 km², de la cual 5.52 km² corresponden a tierra firme y (0%) 0 km² es agua.

## Demografía
Según el censo de 2010, había 129 personas residiendo en Sena. La densidad de población era de 23,36 hab./km². De los 129 habitantes, Sena estaba compuesto por el 61.24% blancos, el 0% eran afroamericanos, el 2.33% eran amerindios, el 0% eran asiáticos, el 0% eran isleños del Pacífico, el 30.23% eran de otras razas y el 6.2% pertenecían a dos o más razas. Del total de la población el 86.82% eran hispanos o latinos de cualquier raza.